# Johannes Malka

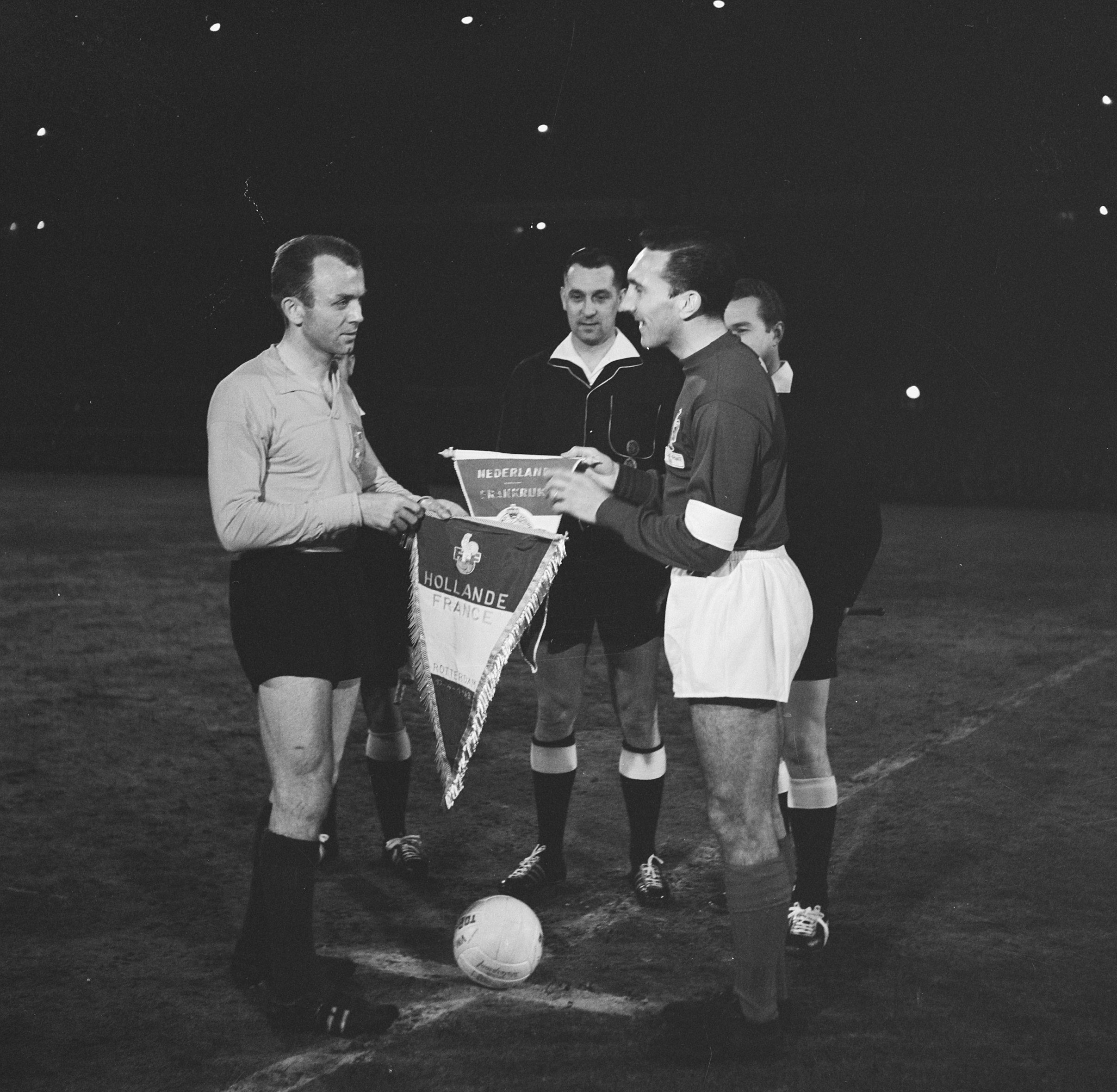
Johannes Malka (1963)

Johannes Malka (* 16. Juli 1922 in Herten; † 23. Februar 2017) war ein deutscher Fußballschiedsrichter.
Malka fing 1933 als Jugendspieler bei der Spielvereinigung Herten an. Seine durch den Kriegsdienst unterbrochene Laufbahn als Spieler der ersten Mannschaft musste er wegen einer Knieverletzung abbrechen, woraufhin er sich für eine Laufbahn als Schiedsrichter entschied. Zwischen 1954 und 1969 war er Schiedsrichter des DFB und leitete von 1963 bis 1969 insgesamt 51 Spiele der Fußball-Bundesliga. Bei seinem ersten Einsatz am 24. August 1963 im Spiel Eintracht Frankfurt gegen den 1. FC Kaiserslautern pfiff er nach 38 Minuten den ersten Strafstoß in dieser Liga.
Daneben kam er in 58 internationalen Begegnungen zum Einsatz. Zudem war er Mitglied im Schiedsrichterlehrstab des DFB und hatte 1979 bis 1995 den Vorsitz des DFB-Schiedsrichterausschusses inne. Der UEFA-Schiedsrichterkommission gehörte er von 1978 bis 1996 an, davon zwölf Jahre als stellvertretender und zwei Jahre als Vorsitzender. Während seiner Amtszeit hat er die Schiedsrichterbeobachter eingeführt, welche bei jedem Spiel auf der Tribüne sitzen.
Der frühere Amtsleiter der Stadt Herten erhielt zahlreiche Auszeichnungen, unter anderem ist er Ehrenmitglied des DFB.